# Championnats d'Afrique de boxe amateur 2005
Navigation
Édition précédente Édition suivante
La 13e édition des championnats d'Afrique de boxe amateur s'est déroulée à Casablanca, Maroc, du 29 avril au 8 mai 2005.

## Résultats

### Podiums
| Catégories                  | Or                 | Argent                 | Bronze                                   |
| Poids mi-mouches (-48 kg)   | Japhet Uutoni      | Redouane Bouchtouk     | Michael Rantsho Meshack Letsepa          |
| Poids mouches (-51 kg)      | Walid Cherif       | Said Chichti           | Abdelhalim Ouradi Saheed Oladele         |
| Poids coqs (-54 kg)         | Malik Bouziane     | Eric Anaba             | Gnietedem Petis Jesus Immanuel Naindjala |
| Poids plumes (-57 kg)       | Sifeddine Nejmaoui | Aboubaker Seddik Lbida | Ashley Dlamini Hadj Belkheir             |
| Poids légers (-60 kg)       | Saber Gasmi        | Mohamed Beldjord       | Dyani Thanduxolo Kader Sow               |
| Poids super-légers (-64 kg) | Adil Bella         | Cesaire Rivan          | Herbert Nkabiti Goodman Zanembi          |
| Poids welters (-69 kg)      | Miloud Ait Hammi   | Rachid Hamani          | Mbacke Sarr Femi Ajayi                   |
| Poids moyens (-75 kg)       | Nabil Kassel       | El Hadji Djibril Fall  | Eric Ngoma Tendoula Serge Mvoue          |
| Poids mi-lourds (-81 kg)    | Mourad Sahraoui    | Adura Olalehim         | Mohamed Ndiaye Pasteur Mbuyi             |
| Poids lourds (-91 kg)       | Mohamed Houmrani   | Sean Santana           | Tobias Munihango Lateef Kayode           |
| Poids super-lourds (+91 kg) | Mohamed Amanissi   | Guy Bakutu Batangule   | Aboubacar Sanou Mourad Chabi             |

### Tableau des médailles
| Place | Pays              | Médaille d'or, Afrique | Médaille d'argent, Afrique | Médaille de bronze, Afrique | Total |
| ----- | ----------------- | ---------------------- | -------------------------- | --------------------------- | ----- |
| 1     | Tunisie           | 5                      | 0                          | 1                           | 6     |
| 2     | Maroc             | 3                      | 3                          | 0                           | 6     |
| 3     | Algérie           | 2                      | 2                          | 2                           | 6     |
| 4     | Namibie           | 1                      | 0                          | 2                           | 3     |
| 5     | Cameroun          | 0                      | 2                          | 1                           | 3     |
| 6     | Nigeria           | 0                      | 1                          | 3                           | 4     |
| 6     | Sénégal           | 0                      | 1                          | 3                           | 4     |
| 6     | Afrique du Sud    | 0                      | 1                          | 3                           | 4     |
| 9     | Zaïre             | 0                      | 1                          | 1                           | 2     |
| 10    | Botswana          | 0                      | 0                          | 2                           | 2     |
| 10    | Gabon             | 0                      | 0                          | 2                           | 2     |
| 12    | Lesotho           | 0                      | 0                          | 1                           | 1     |
| 12    | Burkina Faso      | 0                      | 0                          | 1                           | 1     |
| Total | 13 pays médaillés | 11                     | 11                         | 22                          | 44    |